# Василевський Віталій Галійович
Віталій Галійович Василе́вський (нар. 6 лютого 1950, Харків) — український художник; член Чернігівської обласної організації Спілки радянських художників України з 1990 року.

## Біографія
Народився 6 лютого 1950 року у місті Харкові (нині Україна). Упродовж 1973—1978 років навчався на факультеті проектування інтер'єрів та обладнання у Харківському художньо-промисловому інституті, де його викладачами були зокрема Поліна Осначук, Олександр Пронін. Дипломна робота: проєктна розробка експозиції музею Михайла Коцюбинського в Чернігові за темою «Життя та творчість Михайла Коцюбинського». Здобув фах художника монументального та декоративно-ужиткового мистецтва.
Протягом 1978—1985 років жив та працював в Мордовській АРСР. Займаєвся проєктуванням експозиції музею мордовського скульптора Степана Ерзі, та павільйону промисловості на Виставки досягнень народного господарства Мордовської АРСР. Виконав серію робіт в галузі монументального та декоративно-ужиткового мистецтва.
З 1985 року жив та працював у місті Чернігові. Потім мешкав у селі Старому Білоусі, в будинку на вулиці 50 років ВЛКСМ, № 6. З 30 серпня 2012 року — голова Чернігівської обласної організації Національної спілки художників України.

## Творчість
Працює у галузях монументального мистецтва, графіки і живопису. Серед робіт:
вітражі
- «Історія шахів» (1986, Чернігівський шахово-шашечний клуб; свинець, скло);
- «Чернігів древній», «Спадщина» (1990, Чернігівський юридичний технікум; свинець, скло);
- «Чернігову — 1300» (1990, Чернігівська міськрада; свинець, скло);
- серія в стилі модерн для особистих інтер'єрів міста Києва (1997; свинець, скло);
- «Гілка сакури» (1998, Москва; свинець, скло);

живопис
- «Повінь» (1995, папір, пастель);
- «Околиця» (2002);
- «Атрибути натхнення» (2002).